# Giovonnie Samuels
Giovonnie Lavette Samuels, född 10 november 1985 i San Diego i Kalifornien, är en amerikansk skådespelerska. Hon är mest känd som rollen som Nia Moseby (herr Mosebys brorsdotter) i Zack och Codys ljuva hotelliv och för sin medverkan i serien All that 2002–2004.